# Alice Chater
Alice Victoria Rose Chater (Kent, Inglaterra, 5 de abril de 1995), más conocida como Alice Chater, es una cantante, compositora y bailarina británica. Comenzó publicando versiones musicales de sus canciones favoritas a los 18 años de edad a Youtube, lo que más tarde le llevó a firmar un contrato discográfico con Virgin y Capitol Records. Su sencillo debut "GIRLS X BOYS" fue lanzado en 2017. Su posterior sencillo "Hourglass", publicado en 2018 llegó a acumular 1,6 millones de visitas en YouTube, convirtiéndose en el video musical más visto de Chater.

## Biografía
Chater nació en Kent, Inglaterra, el 5 de abril de 1995.
A partir de los 11 años de edad sufrió bullying escolar cuando asistía al colegio primario St. Lawrence's College en Ramsgate, solo por el motivo de que "era un poco torpe porque quería ser cantante". Terminó sus estudios en el colegio artístico Italia Conti. 
En 2005, a sus 12 años de edad, hizo su debut actoral en la obra teatral "The Shop of Little Horrors" realizando el papel de Annie en el Teatro Marlowe.
Sus mayores influencias musicales son Whitney Houston, Mariah Carey, Celine Dion, Madonnay Christina Aguilera. También es fan de Ariana Grande y P!nk.
Su carrera musical inició a sus 18 años cuando comenzó a realizar versiones de sus canciones favoritas que subía a YouTube. Más tarde y gracias al apoyo de su familia que conocía al productor Will.i.am, firmó un contrato discográfico con Virgin y Capitol Records. 
En 2015, lanza de manera independiente un EP debut no-oficial, titulado "My WonderL.A.N.D." el cual no tuvo ningún sencillo para promocionarlo.

### 2017- presente: Carrera musical
En 2017, lanzó su primer sencillo oficial, "GIRLS X BOYS" coproducido por ella y Mark Ralph y en ese mismo año lanzó "Heartbreak Hotel". 
En 2018, lanzó "Hourglass", que contiene un sample de "Don't You Want Me" (1981) de la banda The Human League, que se transformó en su sencillo más famoso, y posteriormente lanzó el sencillo acompañado de un video conceptual "Wonderland (My Name is Alice)". 
A comienzos de 2019, lanzó "Thief" y en agosto "Tonight", ambas producidas por los reconocidos productores musicales Mark Ralph y Martin Terefe.El 8 de noviembre de 2019 lanzó "Lola" junto a Iggy Azalea.
"Aries (EP)" fue lanzado el 7 de agosto de 2020, incluyendo su sencillo "Two Of Us".

## Discografía

### EP
- My WonderL.A.N.D. (2015)[10]- No-oficial
- Aries[11] (2020)

### Sencillos
- GIRLS X BOYS (2017)[12]
- Heartbreak Hotel (2017)
- Wonderland (My Name Is Alice) (2018)[13]
- Hourglass (2018)[14]
- Thief (2019)[15]
- Tonight (2019)[16]
- Two Of Us (2020)
- Don’t Let My Boyfriend Get In Your Way (2024)

### Colaboraciones
- Got It All (ft. Professor Green) (2019)[17]
- Lola (ft. Iggy Azalea) (2019)

## Giras musicales

### Apertura
- Jessie J - R.O.S.E Tour (2019)[18]

### Promocionales
- The UK Tour (2019).[19]